# Седокса
Се́докса (карел. Sieksi) — деревня в составе Ильинского сельского поселения Олонецкого национального района Республики Карелия.

## Общие сведения
Расположена на берегу реки Нижняя Седокса, вблизи автодороги 86К-8 «Олонец — Питкяранта — Леппясилта».
В результате сокращения населения в 1957 году к деревне были присоединены Игатчала, Исаккала и Каройла.

## Население
| 2002 | 2009 | 2010 | 2013 |
| ---- | ---- | ---- | ---- |
| 0    | →0   | →0   | →0   |